# Chaudière à trois tambours

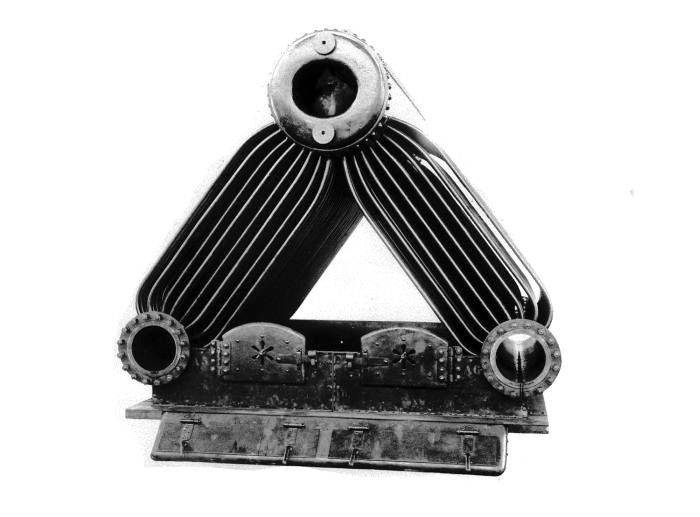
Chaudière à trois tambours sans son carter.

Une chaudière à trois tambours est un type de chaudière à tubes d'eau utilisé notamment pour alimenter les navires, leur petite taille étant un avantage non négligeable. Elle est généralement composée d'un tambour à vapeur surmontant deux tambours contenant de l'eau, formant ainsi un triangle.

## Développement
Le développement des chaudières à trois tambours commence à la fin du XIXe siècle afin d'équiper les navires : ceux-ci ont besoin d'une source d'énergie puissante mais compacte. La chaudière à tubes d'eau répond à cette problématique, et la disposition triangulaire à trois tambours est alors considérée comme la plus légère et la plus compacte.